# Forintos Gábor (alispán)
Forintosházi Forintos Gábor (Mihályfa, 1723. november 17. – Mihályfa, 1782. február 21.) királyi tanácsos, Zala vármegye első alispánja, országgyűlési követe, táblabíró, jogász, földbirtokos, a Padányi Biró Márton püspök által alapított titokzatos Angyali Társaságnak tagja.

## Családja és származása

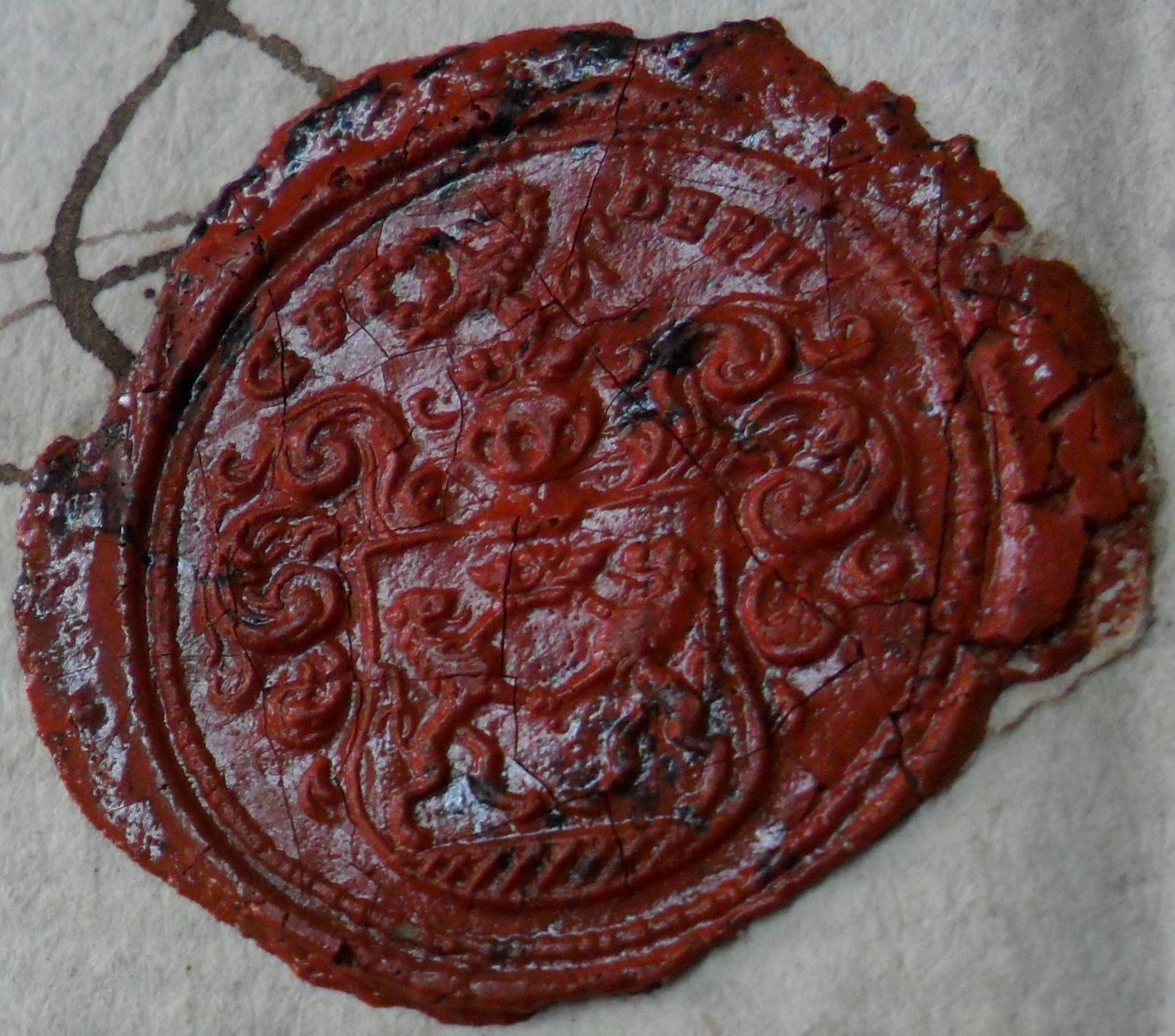
Forintos Gábor alispán címeres viaszpecsétje

Az ősrégi és előkelő dunántúli római katolikus nemesi származású forintosházi Forintos család sarja. Édesapja forintosházi Forintos Ádám (1691–1757) táblabíró, a szántói járás főszolgabírája, földbirtokos, édesanyja nemes Bősy Katalin. Keresztszülei nyírlaki Tarányi Ferenc zalai alispán valamint neje gyömörei és tőlvári Gyömörey Krisztina voltak. Fivérei: forintosházi Forintos Ádám (1733–1781), a szántói járás főszolgabírája, földbirtokos, akinek a felesége nemes Sümeghy Judit (1746–1801) volt, valamint forintosházi Forintos János (1729–1771), Zala vármegye főjegyzője, földbirtokos, aki zalalövői Csapody Borbálát (1731–1794) vette feleségül.

## Élete
Forintos Gábort 1760. január 9-én választották meg Zala vármegye első alispánjává 37 évesen, arra a tisztségre, amelyet 1773. április 14-ig töltött be. Alispánsága alatt, 1764. június 17. és 1765. március 19. között a vármegye országgyűlési követe volt, és aktívan vett részt az 1764–65-ös pozsonyi országgyűlésen. 1766. október 8-án Mária Terézia magyar királynő királyi tanácsosi címmel tüntette ki.
Közeli kapcsolatok fűzték a gróf tolnai Festetics családhoz. 1770. április 29-én József főherceg a Zala megyei Keszthelyre érkezett látogatóba a Festetics-kastélyba. Mivel gróf Festetics Pál és neje Bossányi Júlia nem tartózkodtak éppen otthon, Forintos Gábor alispán volt, aki hivatalosan fogadta, és ellátta a későbbi uralkodót rövid látogatása során. Forintos Gábor alispán íródeákja 1771-ben idősebb kehidai Deák Ferenc volt, a Haza bölcse nagyapjának a fivér.
Mária Terézia magyar királynő úrbérrendezése korában Forintos Gábor alispánnak tíz úrbéri földbirtoka volt, melyek közül a legnagyobbak a 128 úrbéri holdas alsómihályóci és a 106 úrbéri holdas gógánfai birtokok voltak. Összesen 319 úrbéri holdja volt, 44 jobbágya, 38 zsellére.

## Házassága és gyermekei

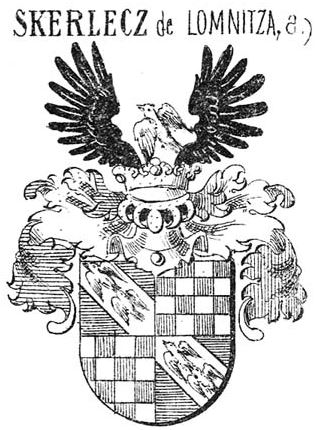
A lomnicai Skerlecz család köznemesi címere (1638. január 28-án)

1750. január 5-én feleségül vette Szombathelyen a római katolikus nemesi származású lomnicai Skerlecz család sarját, Skerlecz Erzsébetet (1732–Mihályfa, 1802. január 27.), akinek a szülei lomnicai Skerlecz Sándor (1700–1733), földbirtokos, és barkóci Rosty Mária (1710–1763) voltak. A menyasszony apai nagyszülei Skerlecz Miklós, földbirtokos, és nemes Korchmáros Anna voltak; az anyai nagyszülei barkóci Rosty István (†1744), királyi tanácsos, Vas vármegye alispánja, földbirtokos, és szarvaskendi és óvári Sibrik Teréz (1692–1755) voltak. A menyasszony előkelő rokonságában unokahúga, gróf németújvári Batthyány Józsefné lomnicai Skerlecz Borbála (1779–1834) található, aki gróf Batthyány Lajos (1806–1849) Magyarország első alkotmányos miniszterelnökének édesanyja volt. Forintos Gábor és Skerlecz Erzsébet házasságából született:
- forintosházi Forintos Mihály (Mihályfa, 1751. március 12.)
- forintosházi Forintos Julianna (Mihályfa, 1754. február 17.)
- forintosházi Forintos Katalin (Mihályfa, 1755. március 3.)
- forintosházi Forintos Anna Klára (Mihályfa, 1757. január 22.–Zalaapáti, 1788. március 17.).[8] 1.f.: nemes Somogyi Mihály, földbirtokos. 2.f.: nemes Végh László (1731–Zalaapáti, 1800. július 5.), devecseri harmincados, földbirtokos.
- forintosházi Forintos Gábor (Mihályfa, 1758. november 12.–Mihályfa, 1817. szeptember 3.), Zala vármegye főjegyzője, földbirtokos. Felesége: nemes Jursich Anna (1774–Mihályfa, 1845. március 23.)
- forintosházi Forintos Jozefa (Mihályfa, 1762. február 24.–1837), nemes Csákány József felesége
- forintosházi Forintos Károly János Imre (Mihályfa, 1763. november 19.–Mihályfa, 1834. január 19.). Neje gulácsi Farkas Anna Borbála (Káld, 1770. november 28.–Káld, 1805. március 2.). Forintos Károly és Farkas Anna fia: ifjabb Forintos Károly táblabíró
- forintosházi Forintos Kristóf (Mihályfa, 1765. március 13.–)
- forintosházi Forintos Antal (Mihályfa, 1766. július 15.–Mihályfa, 1787. május 2.)
- forintosházi Forintos Boldizsár (Nagykanizsa, 1768. január 21. – Mihályfa, 1828. augusztus 26.), neje nemes Mlinarics Anna (Kisgörbő, 1772. –Martonfa, 1844. december 12.)
- forintosházi Forintos János (Mihályfa, 1774. február 1.)